# Adorni (cognome)
Adorni è un cognome di lingua italiana.

## Varianti
Adorna, Adornato, Adornetto, Adorno.

## Origine e diffusione
Il cognome è tipicamente settentrionale.
Potrebbe derivare dal prenome Adorno, dal latino adornatus, "adornato"; potrebbe altresì fare riferimento ad alcune qualità fisiche o comportamentali, risultando quindi variante del cognome Ornati.
La variante Adorno è meridionale e precisamente siciliano.

## Persone
- Anna Maria Adorni (1805-1893) – religiosa italiana
- Davide Adorni (1992) – calciatore italiano
- Giovanni Adorni (1806-1877) – letterato, scrittore e storico italiano
- Pietro Adorni (1938-2002) – ex calciatore italiano
- Vittorio Adorni (1937-2022) – dirigente sportivo, ex ciclista su strada e conduttore televisivo italiano